# 市原市立東海中学校
市原市立東海中学校（いちはらしりつとうかいちゅうがっこう）は、千葉県市原市今富にある公立中学校。文部科学省学校コードはC112210002128、旧学校調査番号は123906で、教育開発出版所属中学校コードは120189。

## 概要
市原市北西部の五井地区に位置する。1947年（昭和22年）の学校教育法施行に伴い設置された。近隣に住宅が立ち並ぶニュータウンが点在しながらも、それとは反対に豊かな田園風景が広がる中にある学校となっている。

## 沿革

### 概歴
1947年（昭和22年）5月10日、東海小学校の一部を併用して開校した。同年12月、当初は廿五里に独立校舎を完成・移転、1954年（昭和29年）に五井町立東海中学校と改称する。1962年（昭和37年）5月10日に現所在地に校舎完成し再移転、翌1963年（昭和38年）市原市制施行に合わせ、現校名に改称した。

### 年表
- 1947年（昭和22年）
  - 4月1日 - 東海村立東海中学校開校[4]。
  - 12月 - 第一校舎完成[4]。
- 1954年（昭和29年）11月3日 - 五井町立東海中学校と改称[4]。
- 1962年（昭和37年）5月3日 - 新校舎完成による移転[4]。
- 1963年（昭和38年）5月1日 - 市原市立東海中学校と改称[4]。
- 1973年（昭和48年）3月20日 - 校庭拡張[4]。
- 1975年（昭和50年）5月 - プール竣工[4]。
- 1983年（昭和58年）3月 - 校舎増築、旧校舎改造[4]。
- 1985年（昭和60年）3月 - 新校旗制定[4]。
- 1989年（平成元年）3月 - 旧特別教室棟を取り壊して新特別教室棟設置[4]。
- 1996年（平成8年）11月 - 創立50周年記念碑設置[4]。

## 校則

### 校章
菅原道真の元服の際に母堂がわが子の限りない成長と栄達を祈念して詠んだ歌の気持ちを生徒にたくして、その一節から月桂冠を選んだ。 また、古代ギリシャのオリンピア競技における勝利のしるしである「月桂樹の冠」にも由来する。 知育・道育・体育の三位一体の円満な人間形成を図ることをあらわすため、月桂冠で全体をまるく形どってある。

### 校歌
- 作詞
- 作曲：芥川也寸志[4]

### 制服
1963年（昭和58年）の市原市市制施行以降の制服は以下の通りである。
1. 冬服
  - 男子：詰襟学生服（学ラン）
  - 女子：カフスとセーラーカラーに3本の白いラインが入った濃紺色のセーラー服、白色のスカーフ
2. 夏服
  - 男子：Yシャツ、「Yawata」のロゴが入った黒系ズボン
  - 女子：ブラウス、吊りスカート、薄水色のリボン

市原市内の姉崎中、姉崎東中、有秋中、千種中、双葉中、市原中、三和中、市東中、湿津中の制服とは、校章以外でほとんど見分けがつかない。なお、八幡中も制服変更前は同様のものであった。

## 施設

### 敷地
敷地の詳細は以下の通りである。
- 所在地：〒290-0265　千葉県市原市今富477番地
- 所有者：市原市
- 敷地面積：22,537m2
- 用途地域：指定なし
- 指定建蔽率：60%
- 指定容積率：100%
- 取得価格：662,095,000円

### 建物
敷地内の建物は以下の通りである。
| 棟番号 | 棟名称         | 構造 | 階数        | 延床面積 | 建築年 | 耐震情報 | 備考 |
| ------ | -------------- | ---- | ----------- | -------- | ------ | -------- | ---- |
| 001    | 校舎-1         | RC造 | 地上2階建て | 1,159.00 | 1962   | IS値0.78 |      |
| 002    | 校舎-2         | RC造 | 地上2階建て | 892.00   | 1983   | 新耐震   |      |
| 003    | 武道場         | RC造 | 地上2階建て | 782.00   | 1990   | 新耐震   |      |
| 004    | 体育館         | S造  | 地上1階建て | 725.00   | 1969   | IS値0.89 |      |
| 005    | 校舎-3         | RC造 | 地上2階建て | 647.00   | 1989   | 新耐震   |      |
| 006    | 脱衣室・更衣室 | 木造 | 地上1階建て | 62.00    | 1989   | -        |      |
| 007    | 倉庫・物置     | S造  | 地上1階建て | 54.00    | 1975   | -        |      |
| 008    | 脱衣室・更衣室 | 木造 | 地上1階建て | 50.00    | 1983   | -        |      |
| 009    | 倉庫・物置     | 木造 | 地上1階建て | 26.00    | 1990   | -        |      |
| 010    | 倉庫・物置     | S造  | 地上1階建て | 26.00    | 1999   | -        |      |
| 011    | 倉庫・物置     | S造  | 地上1階建て | 26.00    | 1999   | -        |      |

## 生徒数・教員数
2021年（令和3年）5月1日現在、生徒数は79名、学級数は4（通常学級3、特別支援学級1）で、教員数は14名となっている。市原市で3番目に生徒数が少ない中学校である。

## 通学区域
野毛、廿五里、町田、海保、今富、神代、十五沢、小折、西野、柳原、宮原、島野の一部、引田の一部

## 進学前小学校
- 市原市立東海小学校